# Тисалуц
Тисалуц (мађ. Tiszalúc) је историјски град у северној Мађарској, у жупанији Боршод-Абауј-Земплен (Borsod-Abaúj-Zemplén).

## Историја
Тисалуц и околина су насељени од давнина. У свом распону од раног стадијума каменог доба, археолози су ископали гробове од 5.000. п. н. е. Средином бакарног доба на овим просторима постојало је право село. Археолошка истраживања доказују да је у бронзаном добу на уздижућем брду Данка у равници Шаркад на граници села постојало утврђење налик на замак утврђено бедемима. У тврђави је живело вођство заједнице, а село се простирало у подножју брда. На постојање насеља се позива и у делу Анонимус Геста Хунгарорум, када већ поименце помиње место у поглављу о овопросторном освајању Мађара. Делегати вође Арпада: „Осбо и Велек препливали су реку Тису код Луца”.
Насеље је настало на обалама Еле-Тисе. Каприциозна вијугава речна деоница била је једна од најподложнијих деоница Тисе. Одавде су поплаве ишле доле према Великој равници. После регулације Тисе, улога општине у водном саобраћају потиснута је у други план.
Насеље из периода Арпада. Његово име се већ помиње у сведочанству 1219. године, из које сазнајемо да је тамо Малтешки витешки ред већ имао убожницу.

## Популација
Године 1910. од 2.758 становника 2.747 су били Мађари. Од тога, 814 су били римокатолици, 1.660 су били реформисани, а 18 су били Израелци.
Године 2001. 85% становништва насеља су били Мађари, 4% Роми, а 11% се изјаснило да су српске националности.
Током пописа из 2011. године, 92% становника је рекло да су Мађари, 8,8% Роми (8% се није изјаснило, због двоструког држављанства укупан број може бити већи од 100%). 
Верска дистрибуција је била следећа: римокатолици 41,4%, реформатори 30,5%, гркокатолици 1,1%, неденоминациони 8,6% (17,5% није одговорило).